# Lucie Kriegsmannová
Lucie Kriegsmannová (* 7. března 1985) je česká profesionální tenistka. Ve své dosavadní kariéře na okruhu WTA Tour zatím nehrála žádný turnaj. V rámci okruhu ITF získala ke konci roku 2011 5 titulů ve dvouhře a již 31 titulů ve čtyřhře.
Na žebříčku WTA byla nejvýše ve dvouhře klasifikována k 5. červenci 2010 na 430. místě a ve čtyřhře pak k 6. červnu 2011 na 219. místě.
Aktuálně je členkou TK Jihlava.

## Finálové účasti na turnajích okruhu ITF
| $100,000 tournaments |
| $75,000 tournaments  |
| $50,000 tournaments  |
| $25,000 tournaments  |
| $10,000 tournaments  |

### Dvouhra (5–3)

#### Vítězka
| Č. | Datum             | Turnaj  | Povrch | Finalistka           | Výsledek         |
| -- | ----------------- | ------- | ------ | -------------------- | ---------------- |
| 1. | 31. srpen 2008    | Praha   | antuka | Kateřina Kramperová  | 7:5, 6:2         |
| 2. | 26. červenec 2009 | Horb    | antuka | Michelle Gerardsoová | 6:4, 6:4         |
| 3. | 9. srpen 2009     | Vídeň   | antuka | Nataša Zoričová      | 6:4, 6:7(7), 7:5 |
| 4. | 23. srpen 2009    | Olomouc | antuka | Iveta Gerlová        | 6:7(5), 6:2, 6:2 |
| 5. | 7. srpen 2010     | Vídeň   | antuka | Zuzana Zálabská      | 6:3, 6:1         |

#### Finalistka
| Č. | Datum          | Turnaj   | Povrch | Vítězka            | Výsledek    |
| -- | -------------- | -------- | ------ | ------------------ | ----------- |
| 1. | 31. srpen 2003 | Maribor  | antuka | Nika Ozegovičová   | 0:6, 1:6    |
| 2. | 13. září 2009  | Budapešť | antuka | Réka-Luca Janiová  | 6:7(3), 2:6 |
| 3. | 29. srpen 2010 | Praha    | antuka | Michaela Pochabová | 5:7, 5:7    |

### Čtyřhra (31–17)

#### Vítězka
| Č.  | Datum             | Turnaj         | Povrch | Spoluhráčka           | Finalistky                                       | Výsledek          |
| --- | ----------------- | -------------- | ------ | --------------------- | ------------------------------------------------ | ----------------- |
| 1.  | 8. červen 2003    | Staré Splavy   | antuka | Iveta Gerlová         | Jana Macurová Lenka Novotná                      | 7:5, 6:3          |
| 2.  | 12. září 2004     | Prešov         | antuka | Zuzana Zálabská       | Lenka Broosová Lenka Dlhopolcová                 | 6:2, 4:6, 6:1     |
| 3.  | 12. červen 2005   | Staré Splavy   | antuka | Iveta Gerlová         | Petra Novotniková Veronika Raimrová              | 4:6, 6:4, 6:2     |
| 4.  | 31. červenec 2005 | Horb           | antuka | Zuzana Zálabská       | Ivanna Israilová Elena Chalová                   | 6:4, 6:3          |
| 5.  | 3. září 2005      | Gliwice        | antuka | Zuzana Zálabská       | Olga Brozdaová Natalia Kolatová                  | 7:5, 4:6, 6:2     |
| 6.  | 4. červen 2006    | Staré Splavy   | antuka | Iveta Gerlová         | Hana Birnerová Xenija Lykinová                   | 6:7(4), 6:2, 6:2  |
| 7.  | 17. červen 2006   | Lenzerheide    | antuka | Nikola Franková       | Carmen Klaschkaová Justine Ozgaová               | 6:2, 6:4          |
| 8.  | 25. červen 2006   | Davos          | antuka | Magdalena Kiszczynská | Erika Clarke-Maganaová Lorena Villalobos-Cruzová | 6:1, 7:6(4)       |
| 9.  | 20. srpen 2006    | Kandřín-Kozlí  | antuka | Simona Dobrá          | Irina Chacková Maria Malchasjanová               | 6:4, 7:6(4)       |
| 10. | 9. březen 2007    | Ramat Hasharon | tvrdý  | Iveta Gerlová         | Martina Babáková İpek Şenoğluová                 | 6:3, 6:3          |
| 11. | 27. duben 2007    | Bol            | tvrdý  | Iveta Gerlová         | Michaela Buzarnescuová Nadja Romaová             | 6:3, 7:5          |
| 12. | 1. červen 2007    | Staré Splavy   | antuka | Iveta Gerlová         | Hana Birnerová Monika Kochanová                  | 6:2, 6:1          |
| 13. | 29. červenec 2007 | Horb           | antuka | Simona Dobrá          | Hana Birnerová Monika Kochanová                  | 6:2, 6:1          |
| 14. | 1. září 2007      | Praha          | antuka | Simona Dobrá          | Barbora Matušová Anna Mydlowská                  | 6:2, 6:1          |
| 15. | 27. červenec 2008 | Horb           | antuka | Simona Dobrá          | Danielle Harmsenová Kim Kilsdonková              | 2:6, 6:3, 10:8    |
| 16. | 31. srpen 2008    | Praha          | antuka | Hana Birnerová        | Barbora Krtičková Lucie Šípková                  | 6:2, 6:7(2), 10:7 |
| 17. | 18. říjen 2008    | Dubrovník      | antuka | Darina Šeděnková      | Andrea Rébrová Patricia Verešová                 | 6:4, 6:3          |
| 18. | 25. říjen 2008    | Dubrovník      | antuka | Darina Šeděnková      | Alexandra Filipovski Réka-Luca Janiová           | 6:2, 6:2          |
| 19. | 15. únor 2009     | Albufeira      | antuka | Darina Šeděnková      | Giulia Gatto-Monticoneová Federica Querciaová    | 6:0, 6:2          |
| 20. | 30. srpen 2009    | Praha          | antuka | Simona Dobrá          | Martina Borecká Iveta Gerlová                    | 7:6(2), 6:2       |
| 21. | 4. duben 2010     | Káhira         | antuka | Iveta Gerlová         | Galina Fokinová Elina Gasanová                   | 6:4, 6:3          |
| 22. | 25. červenec 2010 | Horb           | antuka | Simona Dobrá          | Korina Perkovičová Anna Zajaová                  | 4:6, 7:6(5), 10:8 |
| 23. | 6. srpen 2010     | Vídeň          | antuka | Iveta Gerlová         | Pavla Šmídová Zuzana Zálabská                    | 7:5, 6:3          |
| 24. | 13. srpen 2010    | Trnava         | antuka | Iveta Gerlová         | Michaela Honcová Lenka Wienerová                 | 6:2, 6:1          |
| 25. | 28. srpen 2010    | Praha          | antuka | Iveta Gerlová         | Zuzana Luknárová Karin Morgošová                 | 6:1, 6:3          |
| 26. | 17. říjen 2010    | Ain Elsokhna   | antuka | Iveta Gerlová         | Valentine Confalonieriová Dalila Jakupovičová    | 6:1, 6:4          |
| 27. | 24. říjen 2010    | Ain Elsokhna   | antuka | Iveta Gerlová         | Reka-Luca Janiová Martina Kubičíková             | 6:3, 3:6, 10:8    |
| 28. | 28. listopad 2010 | Přerov         | tvrdý  | Iveta Gerlová         | Olga Brozdaová Natalia Kolatová                  | 6:1, 6:3          |
| 29. | 5. srpen 2011     | Vídeň          | antuka | Simona Dobrá          | Sandra Martinovičová Janina Tojanová             | 6:4, 6:1          |
| 30. | 19. srpen 2011    | Piešťany       | antuka | Simona Dobrá          | Paula Kaniaová Martina Kubičíková                | 6:4, 6:2          |
| 31. | 27. srpen 2011    | Praha          | antuka | Iveta Gerlová         | Jana Čepelová Kateřina Piterová                  | 6:7(8), 6:1, 10:8 |

#### Finalistka
| Č.  | Datum             | Turnaj      | Povrch  | Spoluhráčka        | Vítězky                                               | Výsledek          |
| --- | ----------------- | ----------- | ------- | ------------------ | ----------------------------------------------------- | ----------------- |
| 1.  | 31. srpen 2003    | Maribor     | antuka  | Milena Nekvapilová | Iveta Gerlová Zuzana Zemenová                         | 0:6, 1:6          |
| 2.  | 19. říjen 2003    | Plzeň       | koberec | Paulina Šlitrová   | Andrea Hlaváčkoová Tereza Szafnerová                  | 6:3, 0:6, 1:6     |
| 3.  | 29. srpen 2004    | Maribor     | antuka  | Zuzana Zálabská    | Alja Zec-Peskiričová Maša Zec-Peskiričová             | 3:6, 3:6          |
| 4.  | 16. duben 2005    | Hvar        | antuka  | Darina Šeděnková   | Wynne Prakusyaová Romana Tedjakusumaová               | 6:1, 0:6, 3:6     |
| 5.  | 19. únor 2006     | Buchen      | koberec | Zuzana Zálabská    | Kateřina Avdijenková Uršula Radwaňská                 | w/o               |
| 6.  | 20. leden 2007    | Stuttgart   | tvrdý   | Iveta Gerlová      | Claire De Gubernatisová Valentina Sulpiziová          | 1:6, 4:6          |
| 7.  | 5. srpen 2007     | Bad Saulgau | antuka  | Iveta Gerlová      | Simona Dobrá Tereza Hladíková                         | 6:2, 4:6, 2:6     |
| 8.  | 25. listopad 2007 | Opole       | koberec | Darina Šeděnková   | Olga Brozdaová Veronika Kapšajová                     | 5:7, 3:6          |
| 9.  | 15. květen 2009   | Michalovce  | antuka  | Simona Dobrá       | Martina Borecká Martina Kubičíková                    | 6:2, 2:6, 9:11    |
| 10. | 13. září 2009     | Budapešť    | antuka  | Jana Jandová       | Reka-Luca Janiová Virag Nemethová                     | 6:4, 3:6, 6:10    |
| 11. | 23. leden 2010    | Wrexham     | tvrdý   | Iveta Gerlová      | Mallory Cecilová Megan Moultonová-Levyová             | 6:4, 0:6, 9:11    |
| 12. | 21. srpen 2010    | Olomouc     | antuka  | Iveta Gerlová      | Sandra Klemenschitsová Patricia Mayrová-Achleitnerová | 3:6, 1:6          |
| 13. | 5. únor 2011      | Rabat       | antuka  | Iveta Gerlová      | Eva Hrdinová Karin Knappoová                          | 4:6, 1:6          |
| 14. | 19. únor 2011     | Mallorca    | antuka  | Iveta Gerlová      | Iryna Burjačoková Irina Kurjanovičová                 | 5:7, 2:6          |
| 15. | 20. březen 2010   | Amiens      | antuka  | Iveta Gerlová      | Paula Kaniaová Barbara Sobaszkiewiczová               | 6:3, 4:6, 6:10    |
| 16. | 4. prosinec 2011  | Vendryně    | tvrdý   | Iveta Gerlová      | Michaela Honcová Zuzana Luknárová                     | 5:7, 4:6          |
| 17. | 28. leden 2012    | Mallorca    | antuka  | Simona Dobrá       | Anastasia Grymalská Barbara Sobaszkiewiczová          | 6:7(2), 6:2, 7:10 |

## Postavení na žebříčku WTA na konci sezóny

### Dvouhra
| Rok    | 2002 | 2003   | 2004    | 2005   | 2006   | 2007    | 2008 | 2009   | 2010   | 2011   |
| Pořadí | 723. | ▲ 660. | ▼ 1090. | ▲ 933. | ▲ 749. | ▼ 1049. |      | ▲ 479. | ▼ 504. | ▼ 750. |

### Čtyřhra
| Rok    | 2002 | 2003   | 2004   | 2005   | 2006   | 2007   | 2008   | 2009   | 2010   | 2011   |
| Pořadí | 977. | ▲ 507. | ▼ 689. | ▲ 521. | ▲ 402. | ▲ 316. | ▲ 293. | ▼ 422. | ▲ 273. | ▲ 262. |